# Elecciones municipales de 2015 en la provincia de Orense
Las elecciones municipales de 2015 en la provincia de Orense se celebraron el día 24 de mayo.

## Resultados por número de alcaldes
| Partido                | Alcaldes salientes | Alcaldes electos | Diferencia |
| ---------------------- | ------------------ | ---------------- | ---------- |
|                        | 74                 | 71               | 3          |
|                        | 15                 | 17               | 2          |
| BNG                    | 4                  | 6                | 2          |
| Independientes         | 2                  | 2                | 0          |
| Anova                  | 0                  | 1                | 1          |
| Compromiso por Galicia | 0                  | 1                | 1          |
| No Adscritos           | 3                  | 0                | 3          |

## Alcaldes salientes y alcaldes electos en municipios de más de 2.000 habitantes
| Municipio              | Población | Alcalde saliente                   | Partido     | Alcalde electo o reelecto          | Partido |
| ---------------------- | --------- | ---------------------------------- | ----------- | ---------------------------------- | ------- |
| Orense                 | 106.905   | Agustín Fernández Gallego          |             | Jesús Vázquez Abad                 |         |
| Verín                  | 14.652    | Juan Manuel Jiménez Morán          |             | Gerardo Seoane Fidalgo             |         |
| Carballino             | 14.123    | Argimiro Marnotes Fernández        |             | Francisco José Fumega Piñeiro      |         |
| El Barco de Valdeorras | 13.899    | Alfredo Laudelino García Rodríguez |             | Alfredo Laudelino García Rodríguez |         |
| Barbadás               | 10.371    | José Manuel Freire Couto           |             | Xosé Carlos Valcárcel Doval        |         |
| Ginzo de Limia         | 10.200    | Antonio Pérez Rodríguez            |             | Antonio Pérez Rodríguez            |         |
| Pereiro de Aguiar      | 6.350     | Eliseo Fernández Gómez             |             | Eliseo Fernández Gómez             |         |
| Allariz                | 6.060     | Francisco García Suárez            | BNG         | Francisco García Suárez            | BNG     |
| Celanova               | 5.615     | José Luis Ferro Iglesias           |             | José Luis Ferro Iglesias           |         |
| Ribadavia              | 5.187     | Marcos Blanco Jorge                |             | José Ignacio Gómez Pérez           |         |
| San Ciprián de Viñas   | 4.972     | Manuel Pedro Fernández Moreiras    |             | Manuel Pedro Fernández Moreiras    |         |
| Rúa                    | 4.634     | Avelino García Ferradal            |             | María González Albert              | BNG     |
| Coles                  | 3.150     | Manuel Rodríguez Vázquez           |             | Manuel Rodríguez Vázquez           |         |
| Viana del Bollo        | 3.113     | Andrés Montesinos Rodríguez        |             | Secundino Fernández Fernández      | BNG     |
| Maceda                 | 2.978     | Francisco Xabier Oviedo Rodríguez  | No Adscrito | Rubén Quintas Rodríguez            |         |
| Cartelle               | 2.944     | María del Carmen Leyte Coello      |             | María del Carmen Leyte Coello      |         |
| Maside                 | 2.906     | Celso Fernández López              |             | Celso Fernández López              |         |
| Monterrey              | 2.809     | José Luis Suárez Conde             |             | José Luis Suárez Martínez          |         |
| Boborás                | 2.617     | Cipriano José Caamaño Castro       |             | Cipriano José Caamaño Castro       |         |
| Toén                   | 2.511     | Amancio Antonio Cid Pérez          |             | Amancio Antonio Cid Pérez          |         |
| San Cristovo de Cea    | 2.418     | José Luís Valladares Fernández     |             | José Luís Valladares Fernández     |         |
| Puebla de Trives       | 2.280     | Francisco José Fernández Blanco    | ATI         | Francisco José Fernández Blanco    | ATI     |
| Amoeiro                | 2.274     | Rafael Rodríguez Villarino         |             | Rafael Rodríguez Villarino         |         |
| Nogueira de Ramuín     | 2.198     | José César Parente Pérez           |             | José César Parente Pérez           |         |
| La Merca               | 2.078     | Manuel Jorge Velo Reinoso          |             | José César Parente Pérez           |         |
| Villamarín             | 2.056     | Amador Vázquez Vázquez             |             | Amador Vázquez Vázquez             |         |
| Villamarín             | 2.053     | Antonio Montero Fernández          |             | Antonio Montero Fernández          |         |
| Lovios                 | 2.025     | Mª Carmen Yáñez Salgado            |             | Mª Carmen Yáñez Salgado            |         |
| Oímbra                 | 2.020     | Alfonso Villarino Rodríguez        |             | Ana María Villarino Pardo          |         |

## Resultados en los municipios de más de 2.000 habitantes

### La Merca
- 11 concejales a elegir
- Alcalde saliente:  Manuel Jorge Velo Reinoso - PP
- Alcalde electo: Manuel Jorge Velo Reinoso - PP

|              |              |       |        |  |  |  |  |  |
| Censo        | Censo        | 1.845 | 100%   |  |  |  |  |  |
| Abstenciones | Abstenciones | 457   | 24,77% |  |  |  |  |  |
| Votantes     | Votantes     | 1.388 | 75,23% |  |  |  |  |  |
| Blancos      | Blancos      | 26    | 1,92%  |  |  |  |  |  |
| Nulos        | Nulos        | 36    | 2,59%  |  |  |  |  |  |
| Válidos      | Válidos      | 1.809 | 97,41% |  |  |  |  |  |

### Puebla de Trives
- 11 concejales a elegir
- Alcalde saliente: Francisco José Fernández Blanco - ATI
- Alcalde electo: Francisco José Fernández Blanco - ATI

|              |              |       |        |  |  |  |  |  |
| Censo        | Censo        | 1.983 | 100%   |  |  |  |  |  |
| Abstenciones | Abstenciones | 496   | 25,01% |  |  |  |  |  |
| Votantes     | Votantes     | 1.487 | 74,99% |  |  |  |  |  |
| Blancos      | Blancos      | 15    | 1,03%  |  |  |  |  |  |
| Nulos        | Nulos        | 31    | 2,08%  |  |  |  |  |  |
| Válidos      | Válidos      | 1.952 | 97,92% |  |  |  |  |  |

### Rúa
- 11 concejales a elegir
- Alcalde saliente: Avelino García Ferradal - PP
- Alcaldesa electa: María González Albert - BNG

|              |              |       |        |  |  |  |  |  |
| Censo        | Censo        | 3.907 | 100%   |  |  |  |  |  |
| Abstenciones | Abstenciones | 1.167 | 29,87% |  |  |  |  |  |
| Votantes     | Votantes     | 2.740 | 70,13% |  |  |  |  |  |
| Blancos      | Blancos      | 46    | 1,72%  |  |  |  |  |  |
| Nulos        | Nulos        | 65    | 2,37%  |  |  |  |  |  |
| Válidos      | Válidos      | 2.635 | 97,63% |  |  |  |  |  |

### Allariz
- 13 concejales a elegir
- Alcalde saliente: Francisco García Suárez - BNG
- Alcalde electo: Francisco García Suárez - BNG

|              |              |       |        |  |  |  |  |  |
| Censo        | Censo        | 5.027 | 100%   |  |  |  |  |  |
| Abstenciones | Abstenciones | 1.661 | 33,04% |  |  |  |  |  |
| Votantes     | Votantes     | 3.366 | 66,96% |  |  |  |  |  |
| Blancos      | Blancos      | 88    | 2,68%  |  |  |  |  |  |
| Nulos        | Nulos        | 79    | 2,35%  |  |  |  |  |  |
| Válidos      | Válidos      | 3.287 | 97,65% |  |  |  |  |  |

### Amoeiro
- 11 concejales a elegir
- Alcalde saliente: Rafael Rodríguez Villarino - PSOE
- Alcalde electo: Rafael Rodríguez Villarino - PSOE

|              |              |       |        |  |  |  |  |  |
| Censo        | Censo        | 2.050 | 100%   |  |  |  |  |  |
| Abstenciones | Abstenciones | 471   | 22,98% |  |  |  |  |  |
| Votantes     | Votantes     | 1.579 | 77,02% |  |  |  |  |  |
| Blancos      | Blancos      | 24    | 1,54%  |  |  |  |  |  |
| Nulos        | Nulos        | 19    | 1,20%  |  |  |  |  |  |
| Válidos      | Válidos      | 1.560 | 98,80% |  |  |  |  |  |

### Avión
- 11 concejales a elegir
- Alcalde saliente: Antonio Montero Fernández - PP
- Alcalde electo: Antonio Montero Fernández - PP

|              |              |       |        |  |  |  |  |  |
| Censo        | Censo        | 1.875 | 100%   |  |  |  |  |  |
| Abstenciones | Abstenciones | 983   | 52,43% |  |  |  |  |  |
| Votantes     | Votantes     | 892   | 47,57% |  |  |  |  |  |
| Blancos      | Blancos      | 38    | 4,27%  |  |  |  |  |  |
| Nulos        | Nulos        | 2     | 0,22%  |  |  |  |  |  |
| Válidos      | Válidos      | 890   | 99,78% |  |  |  |  |  |

### Barbadás
- 17 concejales a elegir (13 en 2011)
- Alcalde saliente: José Manuel Freire Couto - PP
- Alcalde electo: Xosé Carlos Valcárcel Doval - PSOE

|              |              |       |        |  |  |  |  |  |
| Censo        | Censo        | 8.164 | 100%   |  |  |  |  |  |
| Abstenciones | Abstenciones | 2.677 | 32,79% |  |  |  |  |  |
| Votantes     | Votantes     | 5.487 | 67,21% |  |  |  |  |  |
| Blancos      | Blancos      | 100   | 1,86%  |  |  |  |  |  |
| Nulos        | Nulos        | 117   | 2,13%  |  |  |  |  |  |
| Válidos      | Válidos      | 5.370 | 97,87% |  |  |  |  |  |

### Boborás
- 11 concejales a elegir
- Alcalde saliente: Cipriano José Caamaño Castro - PP
- Alcalde electo: Cipriano José Caamaño Castro - PP

|              |              |       |        |  |  |  |  |  |
| Censo        | Censo        | 2.281 | 100%   |  |  |  |  |  |
| Abstenciones | Abstenciones | 641   | 28,10% |  |  |  |  |  |
| Votantes     | Votantes     | 1.640 | 71,90% |  |  |  |  |  |
| Blancos      | Blancos      | 14    | 0,89%  |  |  |  |  |  |
| Nulos        | Nulos        | 73    | 4,45%  |  |  |  |  |  |
| Válidos      | Válidos      | 1.567 | 95,55% |  |  |  |  |  |

### Cartelle
- 11 concejales a elegir
- Alcaldesa saliente: María del Carmen Leyte Coello - PP
- Alcaldesa electa: María del Carmen Leyte Coello - PP

|              |              |       |        |  |  |  |  |  |
| Censo        | Censo        | 2.695 | 100%   |  |  |  |  |  |
| Abstenciones | Abstenciones | 626   | 23,23% |  |  |  |  |  |
| Votantes     | Votantes     | 2.069 | 76,77% |  |  |  |  |  |
| Blancos      | Blancos      | 14    | 0,69%  |  |  |  |  |  |
| Nulos        | Nulos        | 29    | 1,40%  |  |  |  |  |  |
| Válidos      | Válidos      | 2.040 | 98,60% |  |  |  |  |  |

### Celanova
- 13 concejales a elegir
- Alcalde saliente: José Luis Ferro Iglesias - PP
- Alcalde electo: José Luis Ferro Iglesias - PP

|              |              |       |        |  |  |  |  |  |
| Censo        | Censo        | 4.893 | 100%   |  |  |  |  |  |
| Abstenciones | Abstenciones | 1.299 | 26,55% |  |  |  |  |  |
| Votantes     | Votantes     | 3.594 | 73,45% |  |  |  |  |  |
| Blancos      | Blancos      | 74    | 2,10%  |  |  |  |  |  |
| Nulos        | Nulos        | 63    | 1,75%  |  |  |  |  |  |
| Válidos      | Válidos      | 3.531 | 98,25% |  |  |  |  |  |

### Coles
- 11 concejales a elegir
- Alcalde saliente: Manuel Rodríguez Vázquez - PSOE
- Alcalde electo: Manuel Rodríguez Vázquez - PSOE

|              |              |       |        |  |  |  |  |  |
| Censo        | Censo        | 2.774 | 100%   |  |  |  |  |  |
| Abstenciones | Abstenciones | 653   | 23,54% |  |  |  |  |  |
| Votantes     | Votantes     | 2.121 | 76,46% |  |  |  |  |  |
| Blancos      | Blancos      | 31    | 1,48%  |  |  |  |  |  |
| Nulos        | Nulos        | 25    | 1,18%  |  |  |  |  |  |
| Válidos      | Válidos      | 2.096 | 98,82% |  |  |  |  |  |

### Lobios
- 11 concejales a elegir
- Alcaldesa saliente: Mª Carmen Yáñez Salgado - PP
- Alcaldesa electa:  Mª Carmen Yáñez Salgado - PP

|              |              |       |        |  |  |  |  |  |
| Censo        | Censo        | 1.014 | 100%   |  |  |  |  |  |
| Abstenciones | Abstenciones | 234   | 23,08% |  |  |  |  |  |
| Votantes     | Votantes     | 780   | 76,92% |  |  |  |  |  |
| Blancos      | Blancos      | 7     | 0,93%  |  |  |  |  |  |
| Nulos        | Nulos        | 24    | 3,08%  |  |  |  |  |  |
| Válidos      | Válidos      | 756   | 96,92% |  |  |  |  |  |

### Maceda
- 11 concejales a elegir
- Alcalde saliente: Francisco Xabier Oviedo Rodríguez  - No adscrito
- Alcalde electo: Rubén Quintas Rodríguez - PP

|              |              |       |        |  |  |  |  |  |
| Censo        | Censo        | 2.036 | 100%   |  |  |  |  |  |
| Abstenciones | Abstenciones | 639   | 24,52% |  |  |  |  |  |
| Votantes     | Votantes     | 1.967 | 75,48% |  |  |  |  |  |
| Blancos      | Blancos      | 24    | 1,25%  |  |  |  |  |  |
| Nulos        | Nulos        | 51    | 2,59%  |  |  |  |  |  |
| Válidos      | Válidos      | 1.916 | 97,41% |  |  |  |  |  |

### Maside
- 11 concejales a elegir
- Alcalde saliente: Celso Fernández López  - PSOE
- Alcalde electo: Celso Fernández López  - PSOE

|              |              |       |        |  |  |  |  |  |
| Censo        | Censo        | 2.539 | 100%   |  |  |  |  |  |
| Abstenciones | Abstenciones | 391   | 15,41% |  |  |  |  |  |
| Votantes     | Votantes     | 2.147 | 84,59% |  |  |  |  |  |
| Blancos      | Blancos      | 26    | 1,24%  |  |  |  |  |  |
| Nulos        | Nulos        | 51    | 2,38%  |  |  |  |  |  |
| Válidos      | Válidos      | 2.096 | 97,62% |  |  |  |  |  |

### Monterrey
- 11 concejales a elegir
- Alcalde saliente: José Luis Suárez Conde  - PP
- Alcalde electo: José Luis Suárez Martínez - PP

|              |              |       |        |  |  |  |  |  |
| Censo        | Censo        | 2.499 | 100%   |  |  |  |  |  |
| Abstenciones | Abstenciones | 448   | 17,93% |  |  |  |  |  |
| Votantes     | Votantes     | 2.051 | 82,07% |  |  |  |  |  |
| Blancos      | Blancos      | 9     | 0,44%  |  |  |  |  |  |
| Nulos        | Nulos        | 11    | 0,54%  |  |  |  |  |  |
| Válidos      | Válidos      | 2.040 | 99,46% |  |  |  |  |  |

### Nogueira de Ramuín
- 11 concejales a elegir
- Alcalde saliente: José César Parente Pérez  - PP
- Alcalde electo: José César Parente Pérez  - PP

|              |              |       |        |  |  |  |  |  |
| Censo        | Censo        | 1.945 | 100%   |  |  |  |  |  |
| Abstenciones | Abstenciones | 505   | 26,96% |  |  |  |  |  |
| Votantes     | Votantes     | 1.440 | 74,04% |  |  |  |  |  |
| Blancos      | Blancos      | 37    | 2,67%  |  |  |  |  |  |
| Nulos        | Nulos        | 52    | 3,61%  |  |  |  |  |  |
| Válidos      | Válidos      | 1.388 | 96,39% |  |  |  |  |  |

### El Barco de Valdeorras
- 17 concejales a elegir
- Alcalde saliente: Alfredo Laudelino García Rodríguez - PSOE
- Alcalde electo: Alfredo Laudelino García Rodríguez - PSOE

|              |              |        |        |  |  |  |  |  |
| Censo        | Censo        | 11.005 | 100%   |  |  |  |  |  |
| Abstenciones | Abstenciones | 4.439  | 40,34% |  |  |  |  |  |
| Votantes     | Votantes     | 6.566  | 59,66% |  |  |  |  |  |
| Blancos      | Blancos      | 97     | 1,49%  |  |  |  |  |  |
| Nulos        | Nulos        | 74     | 1,13%  |  |  |  |  |  |
| Válidos      | Válidos      | 6.492  | 98,87% |  |  |  |  |  |

### Carballino
- 17 concejales a elegir
- Alcalde saliente: Argimiro Marnotes Fernández  - PP
- Alcalde electo: Francisco José Fumega Piñeiro - PSOE

|              |              |        |        |  |  |  |  |  |
| Censo        | Censo        | 11.606 | 100%   |  |  |  |  |  |
| Abstenciones | Abstenciones | 3.656  | 31,50% |  |  |  |  |  |
| Votantes     | Votantes     | 7.950  | 68,50% |  |  |  |  |  |
| Blancos      | Blancos      | 126    | 1,62%  |  |  |  |  |  |
| Nulos        | Nulos        | 172    | 2,16%  |  |  |  |  |  |
| Válidos      | Válidos      | 7.778  | 97,84% |  |  |  |  |  |

### Pereiro de Aguiar
- 13 concejales a elegir
- Alcalde saliente: Eliseo Fernández Gómez  - PP
- Alcalde electo: Eliseo Fernández Gómez  - PP

|              |              |       |        |  |  |  |  |  |
| Censo        | Censo        | 5.284 | 100%   |  |  |  |  |  |
| Abstenciones | Abstenciones | 1.771 | 33,52% |  |  |  |  |  |
| Votantes     | Votantes     | 3.513 | 66,48% |  |  |  |  |  |
| Blancos      | Blancos      | 56    | 1,62%  |  |  |  |  |  |
| Nulos        | Nulos        | 62    | 1,76%  |  |  |  |  |  |
| Válidos      | Válidos      | 3.451 | 98,24% |  |  |  |  |  |

### Oímbra
- 11 concejales a elegir
- Alcalde saliente: Alfonso Villarino Rodríguez  - PP
- Alcaldesa electa: Ana María Villarino Pardo - PP

|              |              |       |        |  |  |  |  |  |
| Censo        | Censo        | 1.709 | 100%   |  |  |  |  |  |
| Abstenciones | Abstenciones | 352   | 20,60% |  |  |  |  |  |
| Votantes     | Votantes     | 1.357 | 79,40% |  |  |  |  |  |
| Blancos      | Blancos      | 17    | 1,27%  |  |  |  |  |  |
| Nulos        | Nulos        | 19    | 1,40%  |  |  |  |  |  |
| Válidos      | Válidos      | 1.338 | 98,60% |  |  |  |  |  |

### Orense
- 27 concejales a elegir
- Alcalde saliente: Agustín Fernández Gallego  - PSOE
- Alcalde electo: Jesús Vázquez Abad - PP

|              |              |        |        |  |  |  |  |  |
| Censo        | Censo        | 86.561 | 100%   |  |  |  |  |  |
| Abstenciones | Abstenciones | 32.785 | 37,88% |  |  |  |  |  |
| Votantes     | Votantes     | 53.776 | 62,12% |  |  |  |  |  |
| Blancos      | Blancos      | 1.001  | 1,89%  |  |  |  |  |  |
| Nulos        | Nulos        | 929    | 1,73%  |  |  |  |  |  |
| Válidos      | Válidos      | 53.805 | 98,27% |  |  |  |  |  |

### Ribadavia
- 13 concejales a elegir
- Alcalde saliente: Marcos Blanco Jorge - PSOE
- Alcalde electo: José Ignacio Gómez Pérez - PSOE

|              |              |       |        |  |  |  |  |  |
| Censo        | Censo        | 4.400 | 100%   |  |  |  |  |  |
| Abstenciones | Abstenciones | 997   | 22,66% |  |  |  |  |  |
| Votantes     | Votantes     | 3.403 | 77,34% |  |  |  |  |  |
| Blancos      | Blancos      | 38    | 1,14%  |  |  |  |  |  |
| Nulos        | Nulos        | 70    | 2,06%  |  |  |  |  |  |
| Válidos      | Válidos      | 3.333 | 97,94% |  |  |  |  |  |

### San Ciprián de Viñas
- 11 concejales a elegir
- Alcalde saliente: Manuel Pedro Fernández Moreiras  - PP
- Alcalde electo: Manuel Pedro Fernández Moreiras  - PP

|              |              |       |        |  |  |  |  |  |
| Censo        | Censo        | 4.190 | 100%   |  |  |  |  |  |
| Abstenciones | Abstenciones | 1.022 | 24,39% |  |  |  |  |  |
| Votantes     | Votantes     | 3.168 | 75,61% |  |  |  |  |  |
| Blancos      | Blancos      | 58    | 1,89%  |  |  |  |  |  |
| Nulos        | Nulos        | 106   | 3,35%  |  |  |  |  |  |
| Válidos      | Válidos      | 3.161 | 96,65% |  |  |  |  |  |

### San Cristóbal de Cea
- 11 concejales a elegir
- Alcalde saliente: José Luis Valladares Fernández  - PP
- Alcalde electo: José Luis Valladares Fernández - PP

|              |              |       |        |  |  |  |  |  |
| Censo        | Censo        | 2.156 | 100%   |  |  |  |  |  |
| Abstenciones | Abstenciones | 511   | 23,70% |  |  |  |  |  |
| Votantes     | Votantes     | 1.645 | 76,30% |  |  |  |  |  |
| Blancos      | Blancos      | 22    | 1,36%  |  |  |  |  |  |
| Nulos        | Nulos        | 24    | 1,46%  |  |  |  |  |  |
| Válidos      | Válidos      | 1.621 | 98,54% |  |  |  |  |  |

### Toén
- 11 concejales a elegir
- Alcalde saliente: Amancio Antonio Cid Pérez  - PP
- Alcalde electo: Amancio Antonio Cid Pérez - PP

|              |              |       |        |  |  |  |  |  |
| Censo        | Censo        | 2.153 | 100%   |  |  |  |  |  |
| Abstenciones | Abstenciones | 573   | 26,61% |  |  |  |  |  |
| Votantes     | Votantes     | 1.580 | 73,39% |  |  |  |  |  |
| Blancos      | Blancos      | 24    | 1,54%  |  |  |  |  |  |
| Nulos        | Nulos        | 20    | 1,27%  |  |  |  |  |  |
| Válidos      | Válidos      | 1.560 | 98,73% |  |  |  |  |  |

### Verín
- 17 concejales a elegir
- Alcalde saliente: Juan Manuel Jiménez Morán - PP
- Alcalde electo: Gerardo Seoane Fidalgo - PSOE

|              |              |        |        |  |  |  |  |  |
| Censo        | Censo        | 10.895 | 100%   |  |  |  |  |  |
| Abstenciones | Abstenciones | 3.712  | 34,07% |  |  |  |  |  |
| Votantes     | Votantes     | 7.183  | 65,93% |  |  |  |  |  |
| Blancos      | Blancos      | 168    | 2,41%  |  |  |  |  |  |
| Nulos        | Nulos        | 211    | 2,94%  |  |  |  |  |  |
| Válidos      | Válidos      | 6.972  | 97,06% |  |  |  |  |  |

### Viana del Bollo
- 11 concejales a elegir
- Alcalde saliente: Andrés Montesinos Rodríguez - PP
- Alcalde electo: Secundino Fernández Fernández - BNG

|              |              |       |        |  |  |  |  |  |
| Censo        | Censo        | 2.743 | 100%   |  |  |  |  |  |
| Abstenciones | Abstenciones | 736   | 26,83% |  |  |  |  |  |
| Votantes     | Votantes     | 2.007 | 73,17% |  |  |  |  |  |
| Blancos      | Blancos      | 15    | 0,76%  |  |  |  |  |  |
| Nulos        | Nulos        | 32    | 1,59%  |  |  |  |  |  |
| Válidos      | Válidos      | 1.975 | 98,41% |  |  |  |  |  |

### Villamarín
- 11 concejales a elegir
- Alcalde saliente: Amador Vázquez Vázquez - PP
- Alcalde electo: Amador Vázquez Vázquez - PP

|              |              |       |        |  |  |  |  |  |
| Censo        | Censo        | 1.845 | 100%   |  |  |  |  |  |
| Abstenciones | Abstenciones | 428   | 23,20% |  |  |  |  |  |
| Votantes     | Votantes     | 1.417 | 76,80% |  |  |  |  |  |
| Blancos      | Blancos      | 28    | 2,06%  |  |  |  |  |  |
| Nulos        | Nulos        | 55    | 3,88%  |  |  |  |  |  |
| Válidos      | Válidos      | 1.362 | 96,12% |  |  |  |  |  |

### Ginzo de Limia
- 17 concejales a elegir
- Alcalde saliente: Antonio Pérez Rodríguez - PP
- Alcalde electo: Antonio Pérez Rodríguez - PP

|              |              |       |        |  |  |  |  |  |
| Censo        | Censo        | 8.174 | 100%   |  |  |  |  |  |
| Abstenciones | Abstenciones | 2.182 | 26,69% |  |  |  |  |  |
| Votantes     | Votantes     | 5.992 | 73,31% |  |  |  |  |  |
| Blancos      | Blancos      | 89    | 1,53%  |  |  |  |  |  |
| Nulos        | Nulos        | 179   | 2,99   |  |  |  |  |  |
| Válidos      | Válidos      | 5.813 | 97,01% |  |  |  |  |  |

## Elección de la Diputación Provincial
De acuerdo con el Título V de la Ley Orgánica 5/1985, de 19 de junio, del Régimen Electoral General los diputados provinciales son electos indirectamente por los concejales. Por la población de la provincia, la Diputación de Segovia está integrada por 25 diputados.
Actúan como circunscripciones electorales para la elección de diputados los Partidos Judiciales existentes en 1979, y a cada Partido Judicial le corresponde elegir el siguiente número de diputados:
| Partido Judicial    | Diputados a elegir (2015) |
| Bande               | 1                         |
| Barco de Valdeorras | 2                         |
| Carballino          | 3                         |
| Orense              | 15                        |
| Puebla de Trives    | 1                         |
| Ribadavia           | 2                         |
| Verín               | 2                         |
| ------------------- | ------------------------- |

### Resultados globales
| Lista                | Votos  | Diputados | Variación |
| PP                   | 81.572 | 14        | 1         |
| PSOE                 | 47.809 | 8         | 0         |
| BNG                  | 18.114 | 1         | 1         |
| Democracia Ourensana | 14.518 | 2         | 2         |
| -------------------- | ------ | --------- | --------- |

### Resultados por partido judicial
- Bande

| Lista | Votos | Concejales | Diputados | Variación |
| PP    | 4.354 | 41         | 1         | 0         |
| ----- | ----- | ---------- | --------- | --------- |

- El Barco de Valdeorras

| Lista | Votos | Concejales | Diputados | Variación |
| PP    | 4.354 | 41         | 1         | 0         |
| ----- | ----- | ---------- | --------- | --------- |

- Carballino

| Lista | Votos | Concejales | Diputados | Variación |
| PSOE  | 6.195 | 33         | 1         | 0         |
| PP    | 5.406 | 30         | 1         | 0         |
| ----- | ----- | ---------- | --------- | --------- |

- Orense

| Lista                | Votos  | Concejales | Diputados | Variación |
| PP                   | 45.894 | 226        | 8         | 0         |
| PSOE                 | 22.940 | 81         | 4         | 1         |
| Democracia Ourensana | 14.518 | 12         | 2         | 2         |
| BNG                  | 9.572  | 30         | 1         | 1         |
| -------------------- | ------ | ---------- | --------- | --------- |

- Puebla de Trives

| Lista | Votos | Concejales | Diputados | Variación |
| PP    | 3.687 | 44         | 1         | 0         |
| ----- | ----- | ---------- | --------- | --------- |

- Ribadavia

| Lista | Votos | Concejales | Diputados | Variación |
| PP    | 4.935 | 50         | 1         | 0         |
| PSOE  | 3.132 | 24         | 1         | 0         |
| ----- | ----- | ---------- | --------- | --------- |

- Verín

| Lista | Votos | Concejales | Diputados | Variación     |
| PP    | 9.985 | 68         | 1         | Decrecimiento |
| PSOE  | 5.009 | 27         | 1         | Crecimiento   |
| ----- | ----- | ---------- | --------- | ------------- |